# Tenuisentidae
Famille
Les Tenuisentidae sont une famille de vers parasites de l'embranchement des acanthocéphales (vers à tête épineuse). Les acanthocéphales sont de petits animaux vermiformes parasites de vertébrés dont la taille varie entre 1 mm et 70 cm. Ils sont caractérisés par un proboscis rétractable portant des épines courbées en arrière qui leur permet de s'accrocher à la paroi intestinale de leurs hôtes.

## Liste des genres et espèces
Cette famille comprend deux genres composés des espèces suivantes :
- Paratenuisentis Bullock et Samuel, 1975
  - Paratenuisentis ambiguus (Van Cleave, 1921)
- Tenuisentis Van Cleve, 1936
  - Tenuisentis niloticus (Meyer, 1932)